# Нормантонський інцидент

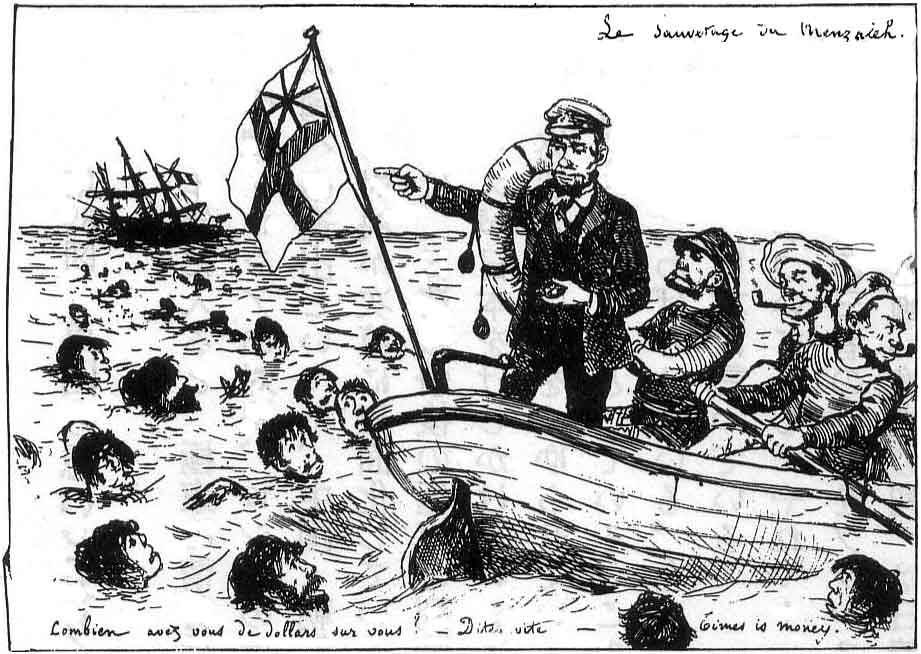

Номантонський інцидент (яп. ノルマントン号事件, Norumanton-gō jiken)  — низка подій після того, як 24 жовтня 1886 року британське торговельне судно Normanton затонуло біля узбережжя теперішньої префектури Вакаяма (Японія). Лише європейські члени екіпажу скористалися рятувальними шлюпками, натомість загинули всі індійські та китайські члени екіпажу, а також японські пасажири. Хвиля обурення, що здійнялася в Японії, змусила Британський консульський суд переглянути свій початковий виправдальний вирок щодо капітана й визнати наявність складу злочину. Утім, жодного відшкодування ніхто не пропонував. У Японії цей інцидент розглядали як ще один приклад принижень, яких зазнала країна після її примусового відкриття для Заходу в 1850-х роках. Відтак почали ще гучніше лунати заклики до перегляду нерівних договорів.

## Перебіг подій
Увечері 24 жовтня 1886 року британський вантажний корабель Normanton водомісткістю 240 тонн, що належав пароплавній компанії Madamson & Bell, з вантажем і 25-ма японськими пасажирами на борту вирушив із гавані порту Йокагама до порту Кобе. Корабель потрапив у шторм, що тривав на всьому шляху від Йоккаїті в префектурі Міє до мису Касіно в префектурі Вакаяма. Там судно наскочило на береговий риф і затонуло. Капітан судна Джон Вільям Дрейк і весь його європейський екіпаж (що складався з британців і німців) полишили корабель на рятувальних шлюпках, покинувши напризволяще решту членів екіпажу (дванадцять індійців і китайців), а також 25 японських пасажирів. Рибалки з прибережних селищ підібрали екіпаж. Не врятувався жоден із 25-ти японських пасажирів.

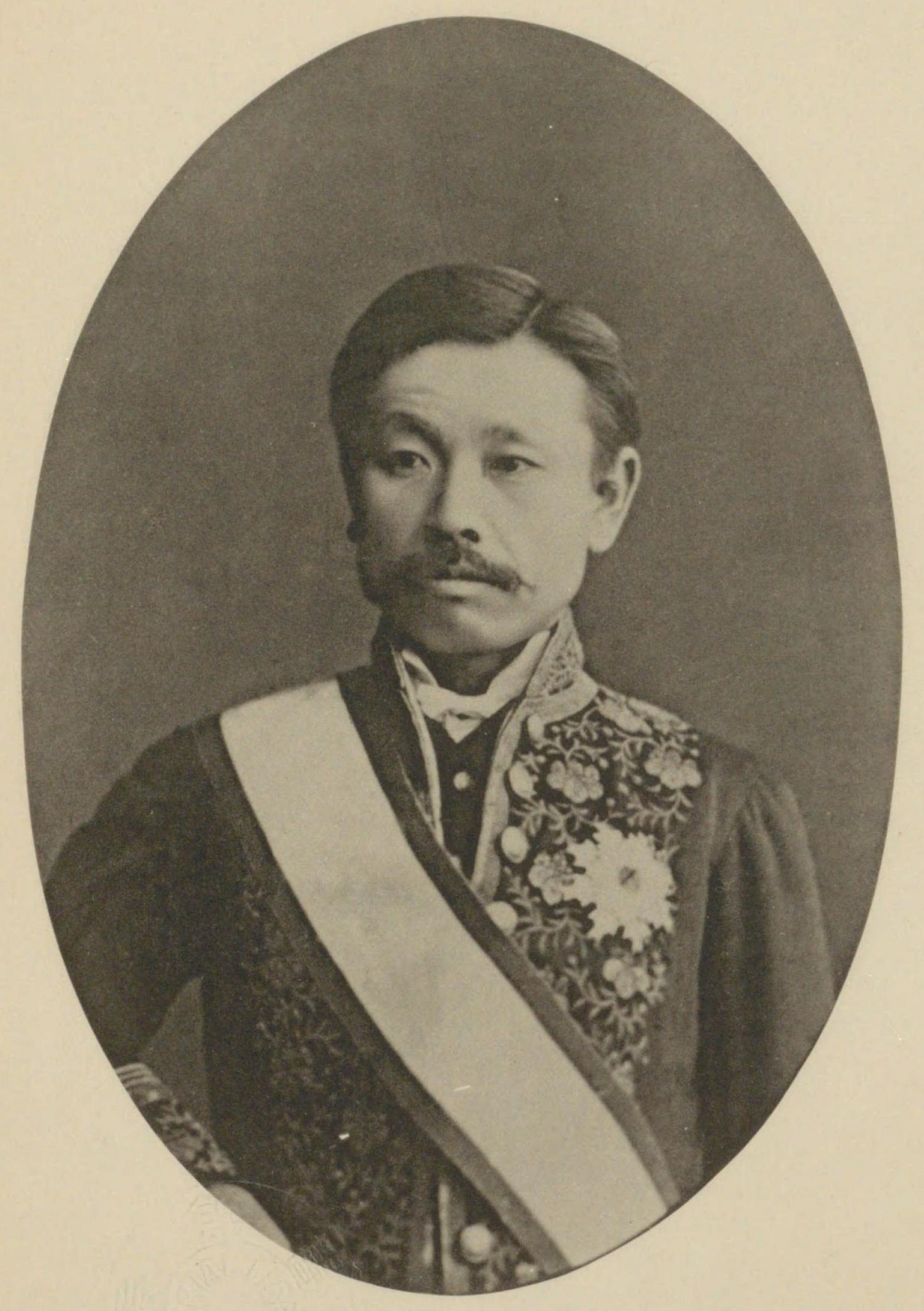
Іноуе Каору - перший за ліком міністр закордонних справ Японії (світлина 1880 року)

28 жовтня Канае Мацумото, губернатор префектури Вакаяма, надіслав телеграму Каору Іноуе, міністрові закордонних справ у першому кабінеті Іто, в якій стисло виклав обставини кораблетрощі. Підозрілим було те, що загинули всі японські пасажири, тож Іноуе наказав розібратися на місці, що ж там насправді відбулося. 
Японська громадськість вибухнула гнівом, вважаючи вчинок капітана і підлеглих йому матросів нелюдським і вбачаючи в ньому ознаки расової дискримінації. Наприклад, у газеті Токіо Ніті Ніті Сімбун (попередниці Майніті Сімбун) було написано: «якщо вже капітанові та понад 20-ти підлеглим йому матросам вдалося врятуватися, то невже не могли разом з ними врятуватися принаймні один чи два японські пасажири. Однак потворна правда полягає в тому, що всі вони загинули». Інша стаття містила твердження, що «якби пасажири були представниками західного світу, то їх би негайно врятували. Чи не через те нікого з пасажирів не врятували, що вони японці?». Утім, на заваді ретельній перевірці обставин стояли нерівні договори, тому задовільних відповідей одержати не вдалося. 
1 листопада в британському консульстві в Кобе британський консул Джеймс Труп на підставі консульської юрисдикції розпочав слухання щодо кораблетрощі. Капітан Дрейк зробив таку заяву: «Екіпаж квапив японських пасажирів, щоб вони якнайшвидше пересідали в рятувальні шлюпки, але ті не розуміли англійської мови (через те, що Нормантон є вантажним судном, на ньому немає персоналу, який би обслуговував японськомовних пасажирів). Вони навпаки зачинилися всередині корабля і навіть не намагалися вибратися. Екіпажеві не залишалося нічого іншого, як полишити японців і сісти в рятувальні шлюпки". На підставі цієї заяви, 5 листопада Труп виправдав капітана і екіпаж корабля.
Почувши вирок, японська громадськість зчинила неабиякий галас, сповнений патріотичних гасел. У газеті Токіо Ніті Ніті Сімбун на окремому аркуші було написано: «Хоч якими невігласами вважайте японців, та вони аж ніяк не такі ідіоти, щоб, дивлячись в обличчя небезпеці, не бути здатними її розпізнати, і щоб, коли їм пропонують допомогу, не зрозуміти, що то допомога». З усієї країни надходили пожертви на адресу родин загиблих. Газети ставали дедалі жорсткішими. Всі вони щодня публікували скорботні редакційні статті та звинувачувальні матеріали. Відомі японські правники теж наполягали на провині капітана Дрейка. Опозиційні політики по всій країні влаштовували мітинги, на яких звинувачували британців у жорстокості та нелюдськості, а також закликали народ до відновлення суверенітету.
Деякі англомовні газети теж були приголомшені вироком. Шанхайська газета North China Herald назвала рішення комісії з розслідування "фарсом", "судовою помилкою" і "цілковитим відбілюванням".
Уряд Мейдзі докладав чималих зусиль, намагаючись переукласти нерівні договори. Для цього він проводив політику вестернізації, в рамках якої, наприклад, влаштовував вишукані бали в токійській залі Рокумейкан. Міністр закордонних справ Іноуе, який вів переговори щодо переукладання нерівних договорів, теж не міг нічого зробити, щоб заспокоїти хвилю обурення, що здійнялася по всій країні. 13 листопада він наказав губернаторові префектури Хіого Тадакацу Уцумі, щоб той не дозволив капітанові Дрейку та екіпажу полишити порт Кобе, і від імені губернатора висунув звинувачення у вбивстві проти капітана та його людей в Британському консульському суді в Йокогамі. Звинувачення було висунуто  наступного дня, 14 листопада. Британці провели попередні слухання в Кобе, а потім перенесли справу в Йокогаму. 8 грудня суддя Ніколас Джон Ганнен визнав Дрейка винним і засудив до трьох місяців ув'язнення. Однак, компенсації сім'ям загиблих ніхто не виплачував. Оголошуючи вирок Дрейку, суддя Ганнен сказав йому: «Ми звикли очікувати від торгової служби Англії героїзму та відданості інтересам екіпажу та пасажирів, а вони, на жаль, у нашому випадку відсутні».

## Наслідки

### Японський рух солідарності
Нормантонський інцидент спровокував зростання антибританських і антизахідних настроїв у Японії, і ним обґрунтовували нагальну потребу в перегляді нерівних договорів, які Японія підписала з чужоземними державами, особливо щодо пунктів, в яких ішлося про екстериторіальність. Інцидент підхопив «Рух об'єднаного фронту», який тоді тільки зароджувався. Він критикував Іноуе, називаючи його дипломатію «кокетливою» та «слабкодухою», вимагав реформи зовнішньої політики та перегляду нерівних договорів. Внаслідок цього інциденту позиції руху посилилися.

### Морська служба порятунку Японії
Під впливом подій, пов’язаних із Нормантонським інцидентом, 1889 року засновано волонтерську морську рятувальну групу, яка тоді мала назву Морська рятувальна група Великої Японської імперії. Сьогодні вона має назву Японська морська рятувальна служба.

### Нотатки
1. ↑  Троє членів екіпажу померли від переохолодження і були поховані на березіTanaka(1990)p.444.
2. ↑  За даними Кійосі Іноуе[ja], на борту Нормантона було тільки 23 японських пасажири. Він припускає, що ще було 38 британських членів екіпажу і індійський юнґа. Врятувалися 25 членів екіпажу, капітан Дрейк і юнґа, а 13 членів екіпажу загинули. За його даними, судно затонуло приблизно о 1-й годині ночі 25 жовтня, а приблизно о 9-й годині ранку того самого дня капітан Дрейк з екіпажем довеслували до берега поблизу Кусімото, де їх врятувалиInoue(1955)p.39